# Girolamo Bonoli
Girolamo Bonoli (Lugo, 2 settembre 1656 – 12 maggio 1741) è stato un religioso, storico e scrittore italiano, autore di diverse cronache riguardanti varie località dell'attuale Emilia-Romagna.

## Biografia
Le poche notizie biografiche sono principalmente desunte dalle opere del Bonoli stesso che, nelle sue cronache, amava inserire particolari sulla propria vita.
Nato a Lugo, nell'allora Stato Pontificio, da nobile ma non agiata famiglia, fino da giovane si votò alla vita religiosa entrando a fare parte dell'ordine dei frati minori conventuali di San Francesco. Ben presto divenne dottore di teologia e di filosofia; nel 1686 fu nominato lettore di filosofia del convento di Lugo e dal 1706 al 1725 fu professore presso il Collegio Trisi di quella città. Nel 1724 era guardiano del convento di Lugo al quale donò ragguardevoli quantità di argenterie e che a sue spese fece più volte restaurare e ornare. Fu definitore perpetuo dell'ordine di San Francesco per la provincia di Bologna, predicatore di grido e uomo tenuto in molta considerazione.
Nel 1732, all'età di 76 anni, diede alle stampa la sua prima opera dal titolo Storia di Lugo ed annessi, in 3 volumi, che si ferma al 1730. Nel 1734 segue Storia di Cottignola in 2 libri; il Bonoli, per via dell'età avanzata e per mancanza di fondi, non ebbe possibilità di pubblicare la sua ultima opera, Storia di Bagnacavallo: il manoscritto venne perduto e l'opera mai pubblicata. Un quasi omonimo, il lughese Paolo Bonoli, scrisse una storia di Forlì che viene spesso ed erroneamente attribuita al Bonoli.

## Opere
- Storia di Lugo ed annessi, Faenza, Archi, 1732.
- Storia di Cottignola, terra nella Romagna Inferiore, Ravenna, Anton-Maria Landi, 1734.